# Политотдельский (Курская область)
Политотдельский — посёлок в Глушковском районе Курской области России. Входит в состав Кульбакинского сельсовета.

## География
Посёлок находится у ручья Мужица (приток Павловки в бассейне Крыги), в 1,5 км от российско-украинской границы, в 118 км к юго-западу от Курска, в 12 км к юго-востоку от районного центра — посёлка городского типа Глушково, в 7 км от центра сельсовета — села Кульбаки.
Климат
Политотдельский, как и весь район, расположен в поясе умеренно континентального климата с тёплым летом и относительно тёплой зимой (Dfb в классификации Кёппена).
Часовой пояс
Посёлок Политотдельский, как и вся Курская область, находится в часовой зоне МСК (московское время). Смещение применяемого времени относительно UTC составляет +3:00.

## Население
| 2002 | 2010 |
| ---- | ---- |
| 236  | ↘209 |

## Инфраструктура
Личное подсобное хозяйство. В посёлке 47 домов.

## Транспорт
Политотдельский находится в 12,5 км от автодороги регионального значения 38К-040 (Хомутовка — Рыльск — Глушково — Тёткино — граница с Украиной), в 13 км от автодороги 38К-006 (Коренево — Троицкое), в 6,5 км от автодороги 38К-007 (38К-006 — Комаровка — Глушково), в 2,5 км от автодороги межмуниципального значения 38Н-589 (ст. Глушково возле одноимённого посёлка — Елизаветовка — граница с Украиной), на автодороге 38Н-590 (38Н-589 — Политотдельский), в 6 км от ближайшей ж/д станции Глушково (линия 322 км — Льгов I).
В 149 км от аэропорта имени В. Г. Шухова (недалеко от Белгорода).